# 阮德懽
阮德懽（越南语：／；1805年—？），越南阮朝官員。

## 生平
阮德懽是廣治省肇豐府海陵縣安舒總安舒社（今屬廣治省海陵縣）人，嘉隆四年（1805年）出生。明命九年（1828年），參加承天場鄉試，考中舉人。明命十六年（1835年），考中乙未科進士。初任翰林院編修，曾任慶和巡撫，後因事罷官。
明命十六年以前，廣治省從未出過進士，阮德懽和阮世治在乙未科同時考中黃甲第三甲，開廣治省進士先河。